# Ponte térmica

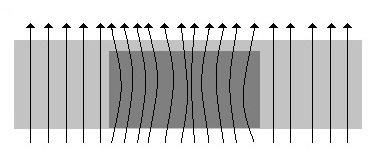
Ponte térmica por diferença de materiais

Um fator importante, que deve ser pensando no desenvolvimento de qualquer construção, é o isolamento térmico, ele evita grandes trocas de calor entre o ambiente interno e o externo. Um bloqueio térmico eficiente reduz o gasto energético dos edifícios, além de fornecer maior conforto aos usuários. Para tanto, além da análise dos matérias a serem usados, é primordial observar a possibilidade da formação de pontes térmicas, que podem comprometer bastante o isolamento térmico.
As pontes térmicas ocorrem em zonas do entorno do edifício onde há alterações no material utilizado, como a geometria dos elementos construtivos e suas propriedades (condutibilidade térmica, por exemplo) ou quando há troca de material: presença de janelas, portas e vigas, por exemplo. O calor tende a ter um fluxo unidimensional, retilíneo, mas nas pontes térmicas ele segue a trajetória em que há um menor gasto de energia, ou seja, o caminho com menor resistência térmica, diante disso, são formados fluxos bidimensionais ou tridimensionais.

## Classificação

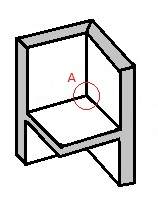
Ponte térmica pontual (A)

As pontes térmicas podem ser classificadas em três tipos:
- Bidimensionais: São constituídas pela ligação de dois ou mais elementos construtivos.
- Tridimensionais: Resultam da ligação entre duas ou mais pontes bidimensionais. Ocorre nas intersecções de dois elementos planos, horizontal e vertical, por exemplo.
- Pontuais: São aquelas na ligação entre três dimensões da mesma ordem de grandeza, duas paredes e um pavimento, por exemplo.

## Consequências
As pontes térmicas permitem o acréscimo das trocas de calor, comprometendo o isolamento térmico, e levam a uma distribuição heterogênea de temperatura dentro da construção. Diante disso, a temperatura das superfícies interiores sofre uma grande diminuição, o que causa condensações superficiais. Estas condensações propiciam o ambiente perfeito para a proliferação de fungos filamentosos e bolores, que resulta num efeito prejudicial para o edifício e para os seus ocupantes, visto que contribui para a degradação dos materiais de construção utilizados e para danos na saúde dos usuários.
Outra consequência é o aumento do gasto de energia relativo à climatização, pois com a maior facilidade de troca de calor entre o meio externo e interno o aparelho utilizado é exigido por mais tempo.

## Possíveis correções
A melhor maneira de solucionar os problemas associados às pontes térmicas é a análise do motivo de seu aparecimento, só então é possível encontrar a melhor forma para minimizar seu efeito. Uma solução possível é a colocação de um isolamento na parede exterior ou interior da construção. Neste caso, a situação que melhor previne o aparecimento das pontes é o bloqueio térmico pelo exterior das paredes, visto que as partes heterogêneas serão encobertas, garantindo a continuidade do isolamento. Já nas zonas de portas e janelas é mais difícil a colocação do bloqueio térmico, diante disso a eliminação das pontes térmicas dificilmente ocorrerá.